# 8026 Johnmckay
8026 Johnmckay eller 1991 JA1 är en asteroid i huvudbältet som upptäcktes 8 maj 1991 av den amerikanske astronomen Eleanor F. Helin vid Palomar-observatoriet. Den är uppkallad efter den amerikanske testpiloten John B. McKay.
Asteroiden har en diameter på ungefär 2 kilometer och den tillhör asteroidgruppen Hungaria.